# Brasilianische Botschaft in Wien

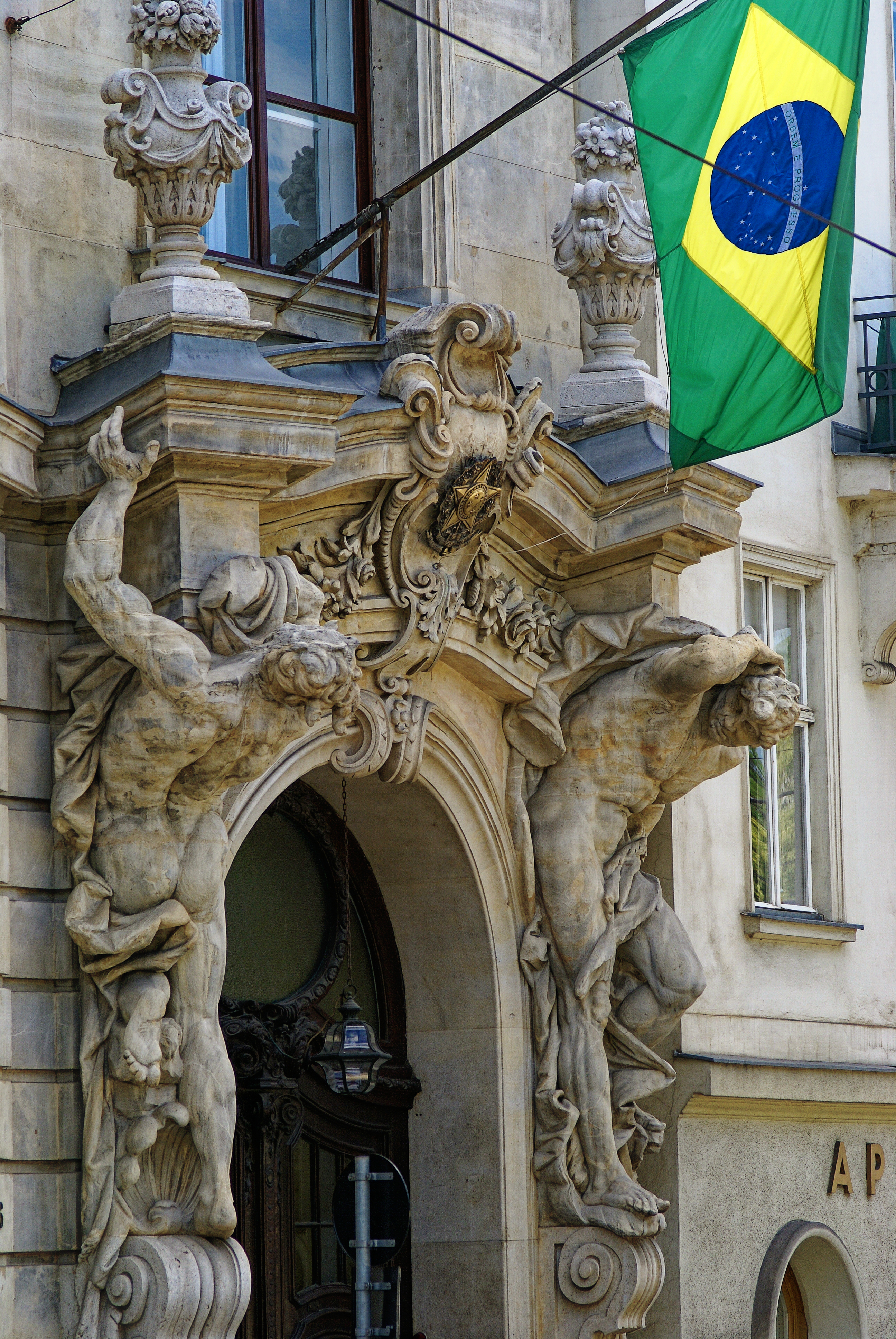
Botschafterresidenz in Wien, Haus Prinz-Eugen-Straße 26

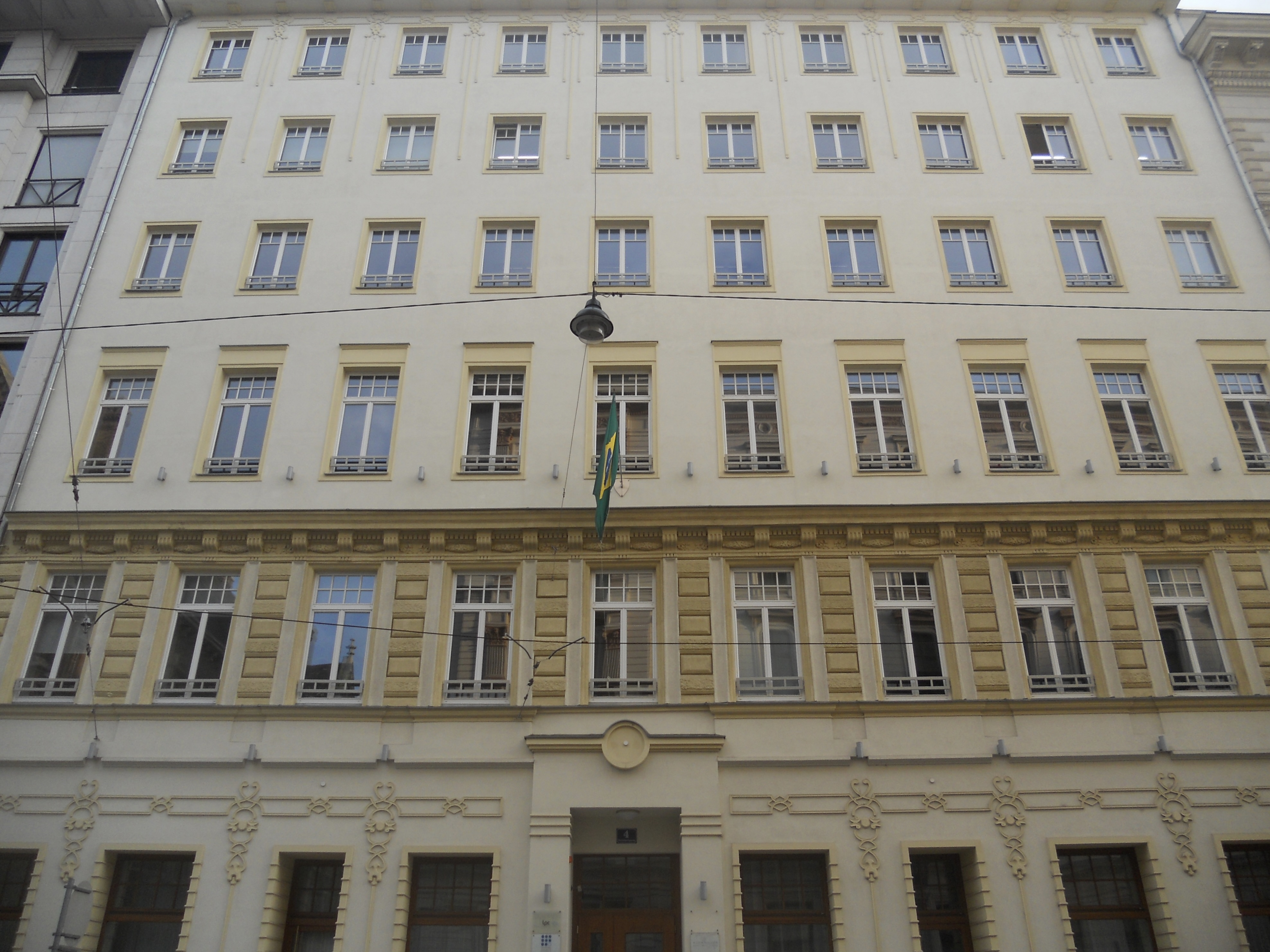
Brasilianisches Botschaftsgebäude in Wien, Haus Pestalozzigasse 4

Die Brasilianische Botschaft in Wien ist die diplomatische Auslandsvertretung der Republik Brasilien in der Republik Österreich und gleichzeitig die Ständige Vertretung des Landes bei den internationalen Organisationen (UNIDO, UNODC, UNOOSA, UNCITRAL) in Wien.
Sie befindet sich im 1. Wiener Gemeindebezirk in der Pestalozzigasse 4, nahe dem Akademischen Gymnasium.
Die Residenz des Botschafters befindet sich im Palais Rothschild (Prinz-Eugen-Straße 26). Dieses Gebäude wurde ab 1960 vom brasilianischen Außenministerium angemietet, 1987 wurde es vom brasilianischen Staat erworben.

## Botschafter
Derzeitiger außerordentlicher und bevollmächtigter Botschafter der Republik Brasilien in Österreich ist seit 2017 Ricardo Neiva Tavares (* 1957), zuvor Botschafter in Rom.